# Vinicio Cerezo

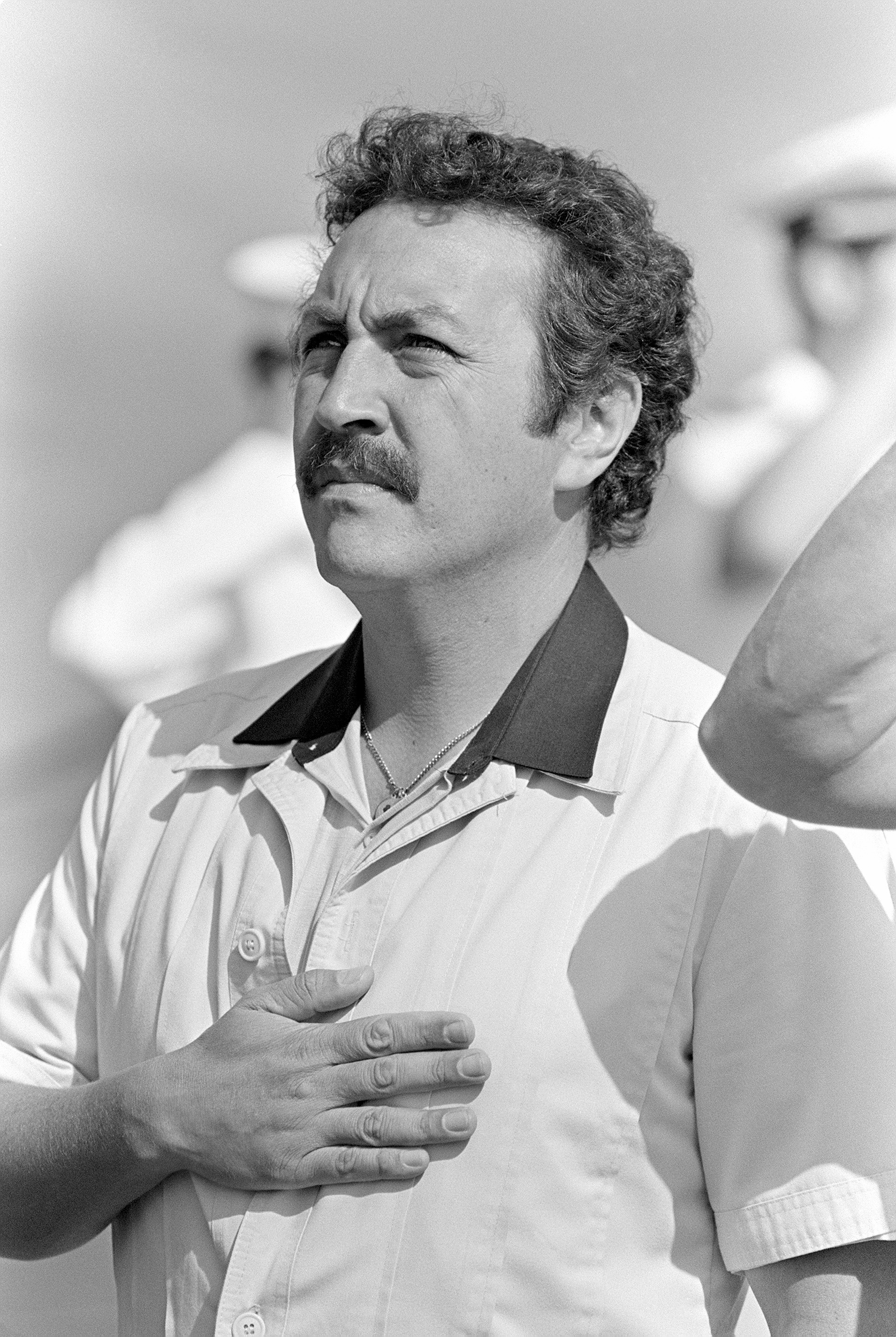
Marco Vinicio Cerezo Arévalo 1986

Marco Vinicio Cerezo Arévalo (Guatemala-Stad, 26 december 1942) is een Guatemalteeks politicus van de Guatemalteekse Christendemocratie (DCG). Van 1986 tot 1991 was hij president van Guatemala. Cerezo was de eerste president na de terugkeer van de democratie in Guatemala.
Cerezo was afkomstig uit een aanzienlijke familie, zijn vader Marco Vinicio Cerezo Sierra was rechter van het Hooggerechtshof. Cerezo studeerde rechtsgeleerdheid aan de San Carlos-universiteit en werd actief in de studentenpolitiek. Hij sloot zich aan bij de DCG, toen nog illegaal in het verzet tegen Miguel Ydigoras. De DCG werd in 1968 gelegaliseerd en twee jaar later werd Cerezo secretaris van de partij.
In 1974 werd hij voor de DCG in het Congres van de Republiek gekozen. DCG-leden werden regelmatig vervolgd door de regering, en in de jaren zeventig werden ongeveer 150 DCG-leden vervolgd. Cerezo overleefde drie aanslagen op zijn leven. In 1982 steunde hij de presidentscampagne van Alejandro Maldonado Aguirre, die echter door fraude de overwinning werd ontnomen. Cerezo steunde dan ook de staatsgreep die Efraín Ríos Montt naar aanleiding van deze verkiezingsfraude pleegde. Toen Ríos Montt zich bleek te ontpoppen tot een meedogenloos dictator, maar vooral wegens diens luidruchtig beleden protestantisme keerde Cerezo zich tegen Ríos Montt. Cerezo steunde de staatsgreep van Óscar Humberto Mejía Victores tegen Ríos Montt een jaar later.
In 1985 werden nieuwe verkiezingen georganiseerd die Cerezo wist te winnen en de christendemocraten werden tevens de grootste partij in het congres. Op 14 januari 1986 werd hij ingehuldigd als president. Cerezo had beloofd de Guatemalteekse Burgeroorlog te beëindigen en begon gesprekken met de Guatemalteekse Nationale Revolutionaire Eenheid (URNG), maar deze leidden tot niets. Het land bleef geplaagd door geweld en politieke moorden. Het Guatemalteekse Leger bleef de belangrijkste machtsfactor. Zij eiste het stopzetten van de gesprekken met de URNG en het verbreken van alle banden met de Sovjet-Unie. In 1988 wist zij een wet doorgevoerd te krijgen waarin een algemene amnestie voor militairen werd uitgevaardigd. Een generaal verklaarde zelfs wel blij te zijn met het feit dat er nu een burgerpresident was, aangezien het leger nog steeds ongestoord haar gang kon gaan, terwijl de christendemocraten de schuld zouden krijgen wanneer het mis zou gaan. In 1988 overleefde Cerezo een militaire couppoging.
In 1990 vonden nieuwe presidentsverkiezingen plaats die werden gewonnen door Jorge Serrano Elías, die Cerezo in januari 1991 opvolgde, de eerste vreedzame en democratische machtsoverdracht sinds 1951. Cerezo werd afgevaardigde van het Centraal-Amerikaans Parlement. In de jaren 90 werd hij verschillende keren aangeklaagd wegens mensenrechtenschendingen en corruptie tijdens zijn termijn als president, maar werd niet veroordeeld. Van 1999 tot 2008 zat hij in het Congres.